# رون بلاكبيرن
رون بلاكبيرن (بالإنجليزية: Ron Blackburn)‏ هو لاعب كرة قاعدة أمريكي، ولد في 23 أبريل 1935 في ماونت إيري في الولايات المتحدة، وتوفي في 29 أبريل 1998.

## وصلات خارجية
- رون بلاكبيرن على موقع دوري كرة القاعدة الرئيسي (الإنجليزية)
- رون بلاكبيرن على موقعبيزبول رفرنس.كوم (الدوري الرئيسي) (الإنجليزية)
- رون بلاكبيرن على موقعبيزبول رفرنس.كوم (الدوري الثانوي) (الإنجليزية)